# Gavril Dara
Gavril Dara, właśc. Gabriele Dara il Giovane (ur. 8 stycznia 1826 w Palazzo Adriano, prowincja Palermo, zm. 15 listopada 1885 w Agrygencie) – włoski poeta i działacz narodowy pochodzenia albańskiego.

## Życiorys
Urodził się w sycylijskim mieście Palazzo Adriano w rodzinie albańskiej, która według tradycji opuściła ziemie albańskie po śmierci Skanderbega. Rodzina Dara od kilku pokoleń zajmowała się kolekcjonowaniem twórczości ludowej Arboreszy. Ojciec Gavrila, Andrea (Ndre) wydał słownik pojęć związanych z badaniami nad folklorem. Tradycje rodzinne kontynuował pod koniec swojego życia także Gavril.
Gavril Dara ukończył szkołę grecką, a następnie studia z zakresu prawa w Palermo i podjął praktykę adwokacką w Agrigento. Po zjednoczeniu Włoch pracował jako urzędnik państwowy na Sycylii. W latach 1867–1869 był gubernatorem Trapani (zachodnia Sycylia). W latach 1871–1874 kierował liberalnym czasopismem politycznym "La Riforma".

## Dzieła
Jednym z jego pierwszych utworów były wiersze pisane w języku włoskim i w języku Arboreszy poświęcone postaci Łazarza. Najbardziej znanym utworem Dary była czteroczęściowa ballada Kënka e sprasme e Balës (Ostatnia pieśń z Bali). Utwór przedstawiał heroiczne czyny Nika Pety i Pala Golemiego, Albańczyków żyjących w XV w. Po raz pierwszy dzieło Dary opublikowano już po jego śmierci w odcinkach, w czasopiśmie Arbri i Ri (Młoda Albania), wydawanym przez Giuseppe Schiro. Po raz kolejny, już w całości ballada ukazała się w 1900 w czasopiśmie La Nazione Albanese (w wersji dwujęzycznej).

## Pamięć
Imię Gavrila Dary noszą ulice w Tiranie, Durrës, Kamzie, Krui i we Wlorze.